# Lakvatten

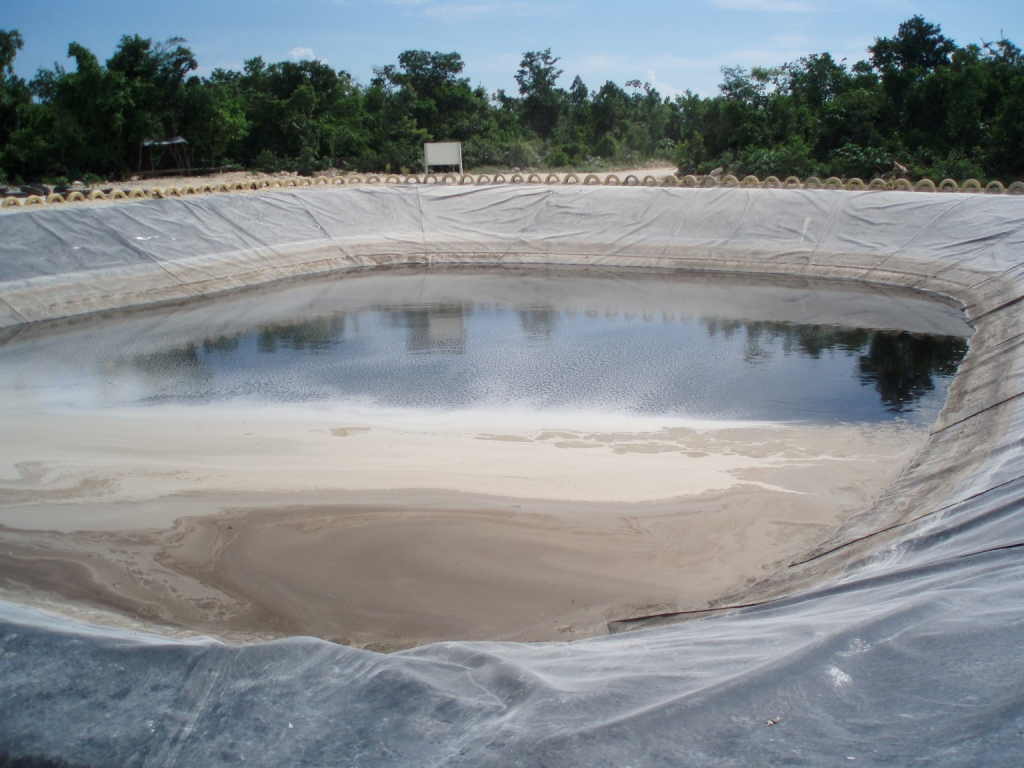
En damm för avdunstning av lakvatten i Cancún, Mexiko

Lakvatten är vatten, ofta från nederbörd, som passerar genom en deponi av till exempel hushållsavfall. Lakvattnet är ofta förorenat, till exempel av tungmetaller och salter. Nedanför soptippar bildas ofta en så kallad laksjö. Vattnets giftighet beror till stor del på hur stor vattenlöslighet ämnena i deponin har. 